# Sous les étoiles de Paris
Pour plus de détails, voir Fiche technique et Distribution.
Sous les étoiles de Paris est une comédie dramatique franco-belge réalisée par Claus Drexel et sortie en 2020.

## Synopsis
Le film raconte l'histoire de la rencontre entre une femme SDF et un jeune migrant africain dans les rues de Paris.

## Fiche technique
- Titre original : Sous les étoiles de Paris
- Réalisation : Claus Drexel
- Scénario : Claus Drexel et Olivier Brunhes
- Photographie : Philippe Guilbert
- Montage : Anne Souriau
- Décors : Pierre-François Limbosch
- Costumes : Karine Charpentier
- Musique : Valentin Hadjadj ; Franz Schubert : Der Leiermann (Le joueur de vielle [à roue]), dernier lied du cycle Winterreise (en français Le Voyage d'hiver). Avec le baryton Thomas Quasthoff et Charles Spencer au piano
- Son : Cyril Moisson, Hervé Guyader et Emmanuel de Boissieu
- Production : Étienne Comar et Didar Domehri
- Sociétés de production : Arches Films, Maneki Films et Gapbusters
- SOFICA : Cofinova 16, Manon 10
- Sociétés de distribution : Memento Films International et Diaphana Distribution
- Pays d'origine :  France et  Belgique
- Langue originale : français
- Format : couleur
- Genre : comédie dramatique
- Durée : 90 minutes
- Dates de sortie :
  - France : 28 octobre 2020 (prévue initialement pour avril 2020, repoussée en raison du premier confinement lié à la pandémie de Covid-19 en France)

## Distribution
- Catherine Frot : Christine
- Mahamadou Yaffa : Suli
- Jean-Henri Compère : Patrick
- Richna Louvet : Marna
- Raphaël Thiéry : le travailleur des quais
- Baptiste Amann : le jeune SDF
- Farida Rahouadj : la doctoresse
- Dominique Frot : la prostituée
- Alexandrine Pirrera: La femme de ménage de l'aéroport